# Roald Dahl's Matilda the Musical
Roald Dahl's Matilda the Musical, även med titlarna Matilda the Musical och Matilda, är en brittisk-amerikansk musikalfilm från 2022 i regi av Matthew Warchus, från ett manus av Dennis Kelly. Detta är den andra filmatiseringen av Roald Dahls barnbok Matilda från 1988, efter 1996 års långfilm med samma namn. Den är baserad på musikalen med samma namn av Tim Minchin och Dennis Kelly. I huvudrollen syns Alisha Weir, och bland andra Lashana Lynch, Stephen Graham, Andrea Riseborough, Sindhu Vee och Emma Thompson.
Filmen premiärvisades på BFI London Film Festival den 5 oktober 2022, och hade biopremiär i Storbritannien och USA den 25 november respektive den 9 december. Den hade premiär på streamingtjänsten Netflix den 25 december samma år.

## Handling
Filmens handling kretsar kring den flickan Matilda Wormwood, som med livlig fantasi och huvudet på skaft tar till djärva grepp för att få som hon vill, med mirakulösa resultat.

## Rollista (i urval)
| Karaktär          | Skådespelare             | Svensk röst              |
| ----------------- | ------------------------ | ------------------------ |
| Matilda Wormwood  | Alisha Weir              | Tuva Ähdel               |
| Agatha Trunchbull | Emma Thompson            | Katrin Sundberg          |
| Fröken Honey      | Lashana Lynch            | Stran Cetin              |
| Herr Wormwood     | Stephen Graham           | Andreas Rothlin Svensson |
| Fru Wormwood      | Andrea Riseborough       | Linda Olsson             |
| Fru Phelps        | Sindhu Vee               | Ayla Kabaca              |
| Amanda Thripp     | Winter Jarrett-Glasspool | Felicia Isdahl           |
| Eric              | Andrei Shen              | Orlando Wahlsteen        |
| Nigel             | Ashton Robertson         | Miller Morris            |
| Hortensia         | Meesha Garbett           | Alexandra Reveman        |
| Bruce Bogtrotter  | Charlie Hodson-Prior     | Edgar Adolfsson          |
| Lavender          | Rei Yamauchi Fulker      | Jennifer Sherwood        |
| Doktor            | Matt Henry               | Michael Blomqvist        |